# GPM J1839-10
GPM J1839-10は、太陽系から見てたて座の方向約1万5000 光年の距離にある、他に類を見ない超長周期マグネターと目される天の川銀河内の天体である。カーティン大学の研究者チームによって、マーチソン広視野アレイ (Murchison Widefield Array, MWA) を用いた観測で発見された。その特異な特徴は現在の理論に反しており、巨大メートル波電波望遠鏡 (Giant Metrewave Radio Telescope, GMRT) やVLA (Very Large Array) といった他の電波望遠鏡のアーカイブの検索によって1988年まで遡る観測記録が見つかった。この天体の特異な挙動を探す術を知らなかったため、この天体が示すシグネチャーは見過ごされていた。
これまでの中性子星の理解では、「デスライン」と呼ばれる一定の自転速度以下になると天体からの放出が止まる、とされていた。GPM J1839-10は、自転が約22分と極端に遅いだけでなく、5分にも及ぶ電波バーストを放射しており、その原理は未知のままである。